# The Ruling Passion (film 1916)
The Ruling Passion è un film muto del 1916 diretto da James C. McKay sotto la supervisione di Herbert Brenon che firma anche la sceneggiatura del film. Tra gli interpreti, William E. Shay, Claire Whitney, Harry Burkhardt, Florence Deschon.

## Trama
Dopo la morte della madre, Claire Sherlock lascia l'Inghilterra per recarsi in India da sua zia. Lì si sposa con un ufficiale britannico, ma la sua bellezza attira le attenzioni del rajah locale. Ram Singh, Rajah di Mawar, usa l'ipnosi per sottomettere Claire poiché la donna rifiuta le sue avances. Walcott, il marito di Claire, la lascia perché vede la moglie ossessionata dal rajah e crede che lei lo tradisca. Entrata a far parte dell'harem di Ram Singh, Claire è spaventata dalla brutalità di costui e progetta di fuggire, cercando di sottrarsi al suo potere di ipnotizzatore. Il rajah verrà ucciso da una congiura di palazzo e, in tal modo, si spezza il suo incantesimo su Claire. Costei può ritornare dal marito con cui si riconcilia.

## Produzione
Il film, che fu prodotto dalla Fox Film Corporation, venne girato a Kingston, in Giamaica.

## Distribuzione
Il copyright del film, richiesto da William Fox, fu registrato il 30 gennaio 1916 con il numero LP7531. Lo stesso giorno, venne distribuito nelle sale statunitensi dalla Fox Film Corporation.
Non si conoscono copie ancora esistenti della pellicola che viene considerata presumibilmente perduta.